# Forever Diana: Musical Memoirs
Forever Diana: Musical Memoirs — бокс-сет американской певицы Дайаны Росс, выпущенный в 1993 году лейблом Motown.

## О сборнике
В 1993 году исполнялось ровно 30 лет творческой карьере Дайаны Росс, в 1963 году (на самом деле чуть раньше, в конце 1962 года) певица становится вокалисткой группы The Supremes. В этом же году певица выпускает свою автобиографию под названием «Secrets of a Sparrow», вошедшую в список бестселлеров по версии New York Times, также Дайана решила выпустить бокс-сет. Несмотря на то, что за рубежом, в Великобритании и Японии, интерес к певице не угасал, начиная с 1980-х годов на родине Дайаны, в США, её популярность стала падать. Данный сборник должен был привлечь внимание публики к разнообразному творческому пути певицы.
Сборник состоит из четырёх дисков, все они тематически разделены на разные периоды карьеры Росс. Первый диск полностью посвящён работе в The Supremes (до 1970 года), туда попали самые яркие и хитовые композиции группы, включая 12 хитов номер один в США. На втором диске представлена первая сольная декада артистки, начиная от дебютного сингла «Reach Out and Touch (Somebody’s Hand)» и заканчивая «Home» из киномюзикла «Виз». На третьем диске представлены песни из альбомов The Boss и Diana, а также восемь песен из её шести студийных альбомов, выпущенных в эру RCA Records. Четвёртый диск содержит песни из альбомов Workin’ Overtime и The Force Behind the Power, которые записывались после возвращения в Motown, а также новые песни.
Обложка бокс-сета заимствована из обложки автобиографии (автор фото — Мишель Конт), поскольку биография должна была продаваться совестно со сборником и представлять собой единое целое, также в музыкальных магазинах должен был продаваться сопутствующий мерч певицы.
Тем не менее, выпуск сборника не оправдал ожидания. Бокс-сет не стал успешным в коммерческом плане, получил смешанные отзывы критиков и слушателей, которые критиковали плохое качество мастеринга. Критики упрекнули лейбл в том, что человек, не знающий полной дискографии Росс, который хочет ознакомиться с хитами певицы с разных альбомов, не сможет этого сделать, поскольку упор сделан именно на ранние записи.
В поддержку сборника был выпущен сингл «The Best Years of My Life».

## Список композиций

### Диск 1: Reflections
1. «When the Lovelight Starts Shining Through His Eyes[англ.]» — 2:40
2. «A Breathtaking Guy» — 2:27
3. «Where Did Our Love Go» — 2:36
4. «Baby Love» — 2:37
5. «Come See About Me» — 2:43
6. «Stop! In the Name of Love» — 2:53
7. «Back in My Arms Again» — 2:57
8. «You Send Me» — 2:11
9. «Nothing but Heartaches» — 2:45
10. «Put on a Happy Face» — 2:09
11. «I Hear a Symphony» — 2:44
12. «My World Is Empty Without You» — 2:36
13. «Love Is Like an Itching in My Heart» — 2:54
14. «You Can’t Hurry Love» — 2:54
15. «You Keep Me Hangin’ On» — 2:46
16. «Love Is Here and Now You’re Gone» — 2:49
17. «The Happening» — 2:51
18. «Reflections» — 2:53
19. «In and out of Love» — 2:40
20. «Forever Came Today» — 3:20
21. «Love Child» — 2:58
22. «I’m Gonna Make You Love Me» — 3:08
23. «Try It Baby» — 3:44
24. «I’m Livin’ in Shame» — 3:01
25. Someday We’ll Be Together — 3:25

### Диск 2: Reach Out and Touch
1. «Reach Out and Touch (Somebody’s Hand)» — 3:01
2. «Ain’t No Mountain High Enough» (7" Edit) — 3:30
3. «Remember Me» — 3:30
4. «Reach Out (I’ll Be There)» — 4:45
5. «I Can’t Give Back The Love I Feel For You» — 3:16
6. «I’m Still Waiting» — 3:44
7. «Lady Sings the Blues» — 1:21
8. «Good Morning Heartache» — 2:22
9. «God Bless the Child» — 2:44
10. «Touch Me in the Morning» — 3:28
11. «Brown Baby/Save the Children (Medley)» — 8:21
12. «Last Time I Saw Him» — 2:49
13. «You Are Everything» (Duet with Marvin Gaye) — 3:09
14. «My Mistake (Was to Love You)» (Duet with Marvin Gaye) — 2:55
15. «Theme from Mahogany (Do You Know Where You’re Going To)» — 3:26
16. «Love Hangover» (7" Edit) — 3:45
17. «Confide in Me» — 3:36
18. «Come in from the Rain» — 4:01
19. «Gettin’ Ready for Love» — 2:48
20. «Home» — 4:05

### Диск 3: Chain Reaction
1. «The Boss» — 3:58
2. «It’s My House» — 4:32
3. «I Ain’t Been Licked» — 4:07
4. «Upside Down» — 4:07
5. «I’m Coming Out» — 5:23
6. «It’s My Turn» — 3:58
7. «Endless Love» (Duet with Lionel Richie) — 4:30
8. «My Old Piano» — 3:57
9. «Why Do Fools Fall in Love» — 2:55
10. «Mirror, Mirror» — 6:10
11. «Work That Body» — 5:00
12. «Muscles» — 4:41
13. «Missing You» — 4:17
14. «Swept Away» — 5:25
15. «Eaten Alive» — 3:54
16. «Chain Reaction» — 3:47

### Диск 4: The Best Years of My Life
1. «Family» (Live) — 3:51
2. «Ninety-Nine and a Half» — 2:05
3. «What a Wonderful World» (Live) — 2:07
4. «Amazing Grace» (Live) — 5:43
5. «If We Hold on Together» — 4:11
6. «Workin’ Overtime» — 4:18
7. «This House» — 5:38
8. «The Force Behind the Power» — 4:45
9. «When You Tell Me That You Love Me» — 4:13
10. «One Shining Moment» — 4:47
11. «Waiting in the Wings» (Remix) — 4:11
12. «Where Did We Go Wrong» — 4:25
13. «Back to the Future» — 4:25
14. «Let’s Make Every Moment Count» — 4:21
15. «Your Love» — 4:04
16. «It’s a Wonderful Life» — 4:16
17. «The Best Years of My Life» — 4:22

## Позиции в хит-парадах
| Хит-парад (1993)                       | Высшая позиция |
| -------------------------------------- | -------------- |
| США (Billboard Top R&B/Hip-Hop Albums) | 88             |